# Cabaret (Haití)
Cabaret (en criollo haitiano Kabarè) es una comuna de Haití, que está situada en el distrito de Arcahaie, del departamento de Oeste.

## Historia
Recibe su nombre del colono que lo fundó, conde de Arquin  y gobernador de Saint-Domingue en 1711. Durante la presidencia de Jean-Claude Duvalier pasó a denominarse Duvalier-Ville, recuperando su nombre cuando Bébé Doc  fue depuesto.

## Secciones
Está formado por las secciones de:
- Boucassin
- Boucassin (que abarca la villa de Cabaret)
- Source Matelas
- Fonds des Blancs (también denominada Casale)

## Demografía
| Gráfica de evolución demográfica de Cabaret entre 2009 y 2015 |
|                                                               |

Los datos demográficos contemplados en este gráfico de la comuna de Cabaret son estimaciones que se han cogido de 2009 a 2015 de la página del Instituto Haitiano de Estadística e Informática (IHSI). 